# Cirkuláns gráf
A hasonló nevű négyzetes mátrixhoz lásd: Ciklikus mátrix

A cirkuláns gráfok egy példája, a 13 rendű Paley-gráf.

A matematika, azon belül a gráfelmélet területén egy cirkuláns gráf (circulant graph) olyan irányítatlan gráf, ami bármely csúcsot bármely csúcsba átvivő ciklikus csoport-szimmetriákkal rendelkezik. Néha ciklikus gráfnak (cyclic graph) is nevezik, de ennek a kifejezésnek néhány más jelentése is van.

## Ekvivalens meghatározások
A cirkuláns gráfok több, egymással ekvivalens módon definiálhatók:
- A gráf automorfizmus-csoportja tartalmaz olyan ciklikus részcsoportot, ami a gráf csúcsain tranzitívan hat. Más szavakkal, a gráfnak van olyan gráfautomorfizmusa, ami a csúcsainak ciklikus permutációja.
- A gráf egy szomszédsági mátrixa ciklikus mátrix.
- A gráf n csúcs megszámozható 0-tól n − 1-ig úgy, hogy ha van két x-szel  (x +d) mod n-nel jelölt csúcs, ami szomszédos, akkor bármely két z és (z +d) mod n csúcs is szomszédos.
- A gráf lerajzolható (a metsző élek kizárása nélkül) oly módon, hogy csúcsai egy szabályos sokszög csúcspontjaiban találhatók, és a sokszög minden forgatási szimmetriája egyben a lerajzolás szimmetriája is.
- A gráf ciklikus csoport Cayley-gráfja.[3]

## Példák
Minden körgráf, továbbá minden 2 modulo 4 csúccsal rendelkező koronagráf cirkuláns.
Az n rendű Paley-gráf (ahol n olyan prímszám, ami kongruens 1 modulo 4) olyan gráf, amiben a csúcsok 0-tól n − 1-ig vannak számozva és két csúcs akkor szomszédos, ha különbségük kvadratikus maradék modulo n. Mivel egy él jelenléte kizárólag a két csúcs számai közötti modulo n különbségen múlik, bármely Paley-gráf egyben cirkuláns gráf is.
Minden Möbius-létra cirkuláns gráf, ahogy minden teljes gráf is az. A teljes páros gráfok közül azok cirkulánsak, melyeknél ugyanannyú csúcs van a bipartíció mindkét oldalán.
Ha az m és n számok relatív prímek, akkor az m × n-es  bástyagráf (gráf, melynek csúcsai egy m × n-es sakktábla mezőinek felelnek meg, az élek pedig a bástyával közöttük elvégezhető legális lépéseket) cirkuláns gráf. Ennek oka, hogy szimmetriái között részcsoportként szerepel a Cmn {\displaystyle \simeq } Cm×Cn ciklikus csoport. Általánosabban nézve bármely m, illetve n csúcsú cirkuláns gráf tenzorszorzata maga is cirkuláns.
A Ramsey-számok több ismert alsó korlátja olyan cirkuláns gráfokból származik, melyek kis maximális elemszámú klikkkel és kis maximális elemszámú független csúcshalmazzal rendelkeznek.

## Egy specifikus példa
A {\displaystyle C_{n}^{s_{1},\ldots ,s_{k}}} cirkuláns gráf, melynek ugrásai {\displaystyle s_{1},\ldots ,s_{k}} úgy definiálható, mint az az {\displaystyle n} csúcsú, {\displaystyle 0,1,\ldots ,n-1} számokkal címkézett gráf, melynek minden i csúcsa pontosan ezzel a 2k csúccsal szomszédos: {\displaystyle i\pm s_{1},\ldots ,i\pm s_{k}\mod n}.
- A {\displaystyle C_{n}^{s_{1},\ldots ,s_{k}}} gráf pontosan akkor összefüggő, ha {\displaystyle \gcd(n,s_{1},\ldots ,s_{k})=1}.
- Ha {\displaystyle 1\leq s_{1}<\cdots <s_{k}} rögzített egész számok, akkor a feszítőfák száma, {\displaystyle t(C_{n}^{s_{1},\ldots ,s_{k}})=na_{n}^{2}}, ahol {\displaystyle a_{n}} kielégít egy {\displaystyle 2^{s_{k}-1}} fokú rekurrencia-relációt. 
  - Ezen belül {\displaystyle t(C_{n}^{1,2})=nF_{n}^{2}}, ahol {\displaystyle F_{n}} az n-edik Fibonacci-szám.

## Önkomplementer cirkulánsok
Egy önkomplementer gráf olyan gráf, melyben az éleket nem-élekre cserélve és vice versa az eredetivel izomorf gráfot kapunk.
Például az öt csúcsú körgráf önkomplementer, egyben cirkuláns. Általánosabban, minden Paley-gráf önkomplementer cirkuláns gráf. Horst Sachs megmutatta, hogy ha egy n számra igaz, hogy n minden prímtényezője kongruens 1 modulo 4, akkor létezik n csúcsú önkomplementer cirkuláns gráf. Sejtése szerint ez a feltétel nem csak elégséges, de szükséges is: egyetlen más n értékre sem létezik önkomplementer cirkuláns gráf. A sejtést mintegy 40 évvel később Vilfred igazolta.

## Ádám András sejtése
Egy cirkuláns gráf  cirkuláns számozása legyen a gráf csúcsainak olyan, a 0 és n − 1 közötti egész számokkal való címkézése, hogy ha az x-szel és y-nal címkézett két csúcs szomszédos, akkor bármely zvel címkézett csúcs és a (z − x + y) mod n-nel címkézett csúcs is szomszédos. Ezzel ekvivalens,  hogy a cirkuláns számozás a csúcsok olyan számozása, melyben a gráf szomszédsági mátrixa egy ciklikus mátrix.
Legyen a az n-nel relatív prím egész szám, b pedig tetszőleges egész szám. Ekkor az a lineáris függvény, ami az x-et ax + b-be viszi át, a cirkuláns számozást egy másik cirkuláns számozássá transzformálja. Ádám András sejtése szerint ezek a lineáris hozzárendelések az egyedüli módjai a cirkuláns gráfok a cirkuláns tulajdonságot megtartó átszámozásának: más szóval, ha G és H különböző számozással bíró, izomorf cirkuláns gráfok, akkor létezik G számozását H számozásába átvivő lineáris függvény. Ádám sejtését azóta cáfolták. Az ellenpélda G és H gráfjai mindössze 16 csúcsúak; bármely, G-beli x csúcs a következő hat szomszédjához kapcsolódik: x ± 1, x ± 2 és x ± 7 modulo 16, míg a H-beli hat szomszéd az x ± 2, x ± 3 és x ± 5 modulo 16. Ez a két gráf izomorf, de az izomorfizmus nem valósítható meg egy lineáris leképezéssel.

## Algoritmikus kérdések
A cirkuláns gráfok polinom idejű algoritmussal felismerhetők, és a cirkuláns gráfokra az izomorfizmus-probléma is polinom időben megoldható.

## Fordítás
- Ez a szócikk részben vagy egészben a Circulant graph című angol Wikipédia-szócikk ezen változatának fordításán alapul.  Az eredeti cikk szerkesztőit annak laptörténete sorolja fel. Ez a jelzés csupán a megfogalmazás eredetét és a szerzői jogokat jelzi, nem szolgál a cikkben szereplő információk forrásmegjelöléseként.